# 31671 Масатоші
31671 Масатоші (31671 Masatoshi) — астероїд головного поясу, відкритий 13 травня 1999 року.
Тіссеранів параметр щодо Юпітера — 3,220.